# Фален
Фален е клепоуха декоративна порода, подобна на Папийон, известна и като Пеперудено куче или Континентален декоративен шпаньол.
Фален е най-старата версия на Папийона, засвидсетелствана още през XVI век, когато присъства на множество картини, особено на богаташки портрети от Старите майстори или техните ученици. За произхода им спорят Белгия, Франция, Испания и Италия. Папийонът добива популярност през XIX век.
През средата на XX век популярността на Папийона вече далеч надминава тази на Фалена, който става толкова рядък, че дори се превръща в застрашена порода. За щастие собствениците на породата успяват да я спасят от изчезване.
През XXI век интересът към породата се възражда. Американският киноложки клуб я признава като версия на Папийона, а МФК я приема за отделна порода. Оснповната разлика между двете породи е в ушите, които при Фалена са висящи, макар не колкото на повечето шпаньоли, а при Папийона са полуправи.